# Lektionar 5
Lektionar 5 (nach der Nummerierung von Gregory-Aland als sigla ℓ 5 bezeichnet) ist ein griechisches Manuskript des Neuen Testaments auf Pergamentblättern. Mittels Paläographie wurde es auf das 10. Jahrhundert datiert.

## Beschreibung
Der Kodex enthält Lektionen der Evangelien (Evangelistarium) zusammen mit einigen Lakunen. Es ist in griechischer Unzialhandschrift auf 150 Pergamentblättern (31 × 23 cm) beschrieben. Jede Seite hat 2 Spalten mit je 19 Zeilen und 7–12 Buchstaben je Zeile.
Ursprünglich gehörte dieses Manuskript Colbert. Es wurde von John Mill und Wettstein untersucht.
Der Kodex befindet sich jetzt in der Bodleian Library (Barocci 202) in Oxford.